# صور من حياة التابعين (كتاب)
صور من حياة التابعين كتاب لمؤلفه عبد الرحمن رأفت الباشا، يستعرض من خلاله حياة عشرات من التابعين الذين تربوا على يد الصحابة رضي الله عنهم، ومن بينهم عطاء بن أبي رباح وعامر بن عبد الله التميمي وعروة بن الزبير والربيع بن خثيم وإياس بن معاوية المزني وعمر بن عبد العزيز والحسن البصري وشريح القاضي ومحمد بن سيرين وربيعة الرأي وغيرهم.